# 為你瘋狂 (瑪丹娜歌曲)
《為你瘋狂》（英語：Crazy for You）是美國女歌手瑪丹娜在1985年3月發行的歌曲，它同時也是電影《奪標27秒》（Vision Quest）主題曲，這是瑪丹娜首次為電影獻唱主題歌曲。〈為你瘋狂〉在告示牌單曲榜獲得冠軍，成為瑪丹娜第二首全美冠軍單曲。〈為你瘋狂〉在英國兩度發行單曲，兩次都獲得亞軍，瑪丹娜更因這首歌曲首度提名葛萊美獎。

## 資料

### 歌曲簡介
1985年的電影《奪標27秒》（Vision Quest）是一部青春勵志片，描述一個年輕的摔角選手，為了進入高中的角力隊而奮鬥的故事。瑪丹娜在片中客串俱樂部的駐唱歌手一角，並現場演唱主題曲〈為你瘋狂〉。歌曲的作詞者John Bettis曾經幫木匠兄妹合唱團寫過經典歌曲〈Top Of The World〉，當時他和搭檔作曲家Joe Lind受華納電影公司之託，為《奪標27秒》譜寫主題曲，遂才誕生〈為你瘋狂〉這首抒情大作。
原本華納兄弟唱片公司高層是不願意讓〈為你瘋狂〉發行單曲的，因為他們擔心會讓瑪丹娜甫推出的新專輯《宛如處女》（Like a Virgin）被轉移焦點，但是《奪標27秒》電影製片方卻有著不同的想法。電影製片向唱片公司表示這首歌曲的抒情曲風是瑪丹娜之前從未碰觸過的，所以不但不會搶走新專輯風采，反而還可以刺激歌迷的購買意願，再者〈宛如處女〉充斥性暗示的歌詞曲風和造型，讓業界和聽眾覺得仍是新人的瑪丹娜只懂嘩眾取寵搏眼球，歌手前景不被看好。如能安排〈為你瘋狂〉同期推出對她形象和長遠發展有利無害。最終這理由成功說服唱片公司主管首肯，〈為你瘋狂〉才能順利推出單曲，結果成績證明了發行這張單曲是正確的選擇。

### 商業成績
〈為你瘋狂〉是瑪丹娜首支非流行舞曲類型的單曲，這首單曲配合電影上映推出時，正好和瑪丹娜第二張個人專輯《宛如處女》的宣傳期撞檔，該專輯的第二支單曲〈拜金女孩〉甫推出不到一個月，〈為你瘋狂〉就已經蓄勢待發準備推出單曲。
〈為你瘋狂〉在單曲榜爬升速度相當快，在1985年4月13日當〈拜金女孩〉還在第5名時，它已經來到第3名的位置。但在4月20日它來到第二名後，受阻於冠軍而連續三週坐二望一，當時唱片公司以及歌迷都沒有把握〈為你瘋狂〉是否能奪冠，因為它要擊敗的對手實力實在不容小覷，它不但是該年度銷售量最高的單曲（4白金），而且這首歌曲光是主唱者就超過40位，各個都是樂壇菁英，它就是由麥可·傑克森領軍的援非公益歌曲〈四海一家〉。正當〈四海一家〉獲得第四週冠軍時，而誰也不曉得它究竟還會在榜首待多久，所幸〈為你瘋狂〉在5月11日總積分超過〈四海一家〉，逕自登上冠軍寶座。〈為你瘋狂〉成為瑪丹娜第二支美國冠軍單曲，它在榜內停留了21週，銷售達金唱片，它在1985年告示牌年終百大單曲名列第9名。〈為你瘋狂〉在英國單曲榜則獲得第2名，1991年為精選輯《無暇精選輯》（The Immaculate Collection）再度發行單曲時依舊獲得第2名。
〈為你瘋狂〉讓瑪丹娜獲得第28屆葛萊美獎「最佳流行女歌手」提名，這是她首度獲得葛萊美獎提名，但最終並未獲獎，該獎項由當時剛出道、同樣首獲提名的惠妮·休斯頓以〈Saving All My Love for You〉奪得。

### 單曲收錄
〈為你瘋狂〉除收錄於《奪標27秒》的電影原聲帶中，亦收錄在瑪丹娜日後的精選專輯當中，分別是1990年《無暇精選輯》、1995年《情難忘-瑪丹娜性感情歌精選輯》以及2009年《娜經典》（英語：Celebration）。